# Alfons Bébar
P. Alfons Bohumil Bébar, OSA (5. května 1881 Moravské Zborovice – 26. února 1940 Domažlice), byl český římskokatolický duchovní, člen augustiniánského řádu, převor kláštera v Domažlicích.

## Život
Narodil se v Moravských Zborovicích v roce 1881, vstoupil do augustiniánského řádu, a v roce 1906 přijal kněžské svěcení. Jeho působištěm se stal klášter v Domažlicích, kde byl ustanoven převorem, kde působil celý svůj kněžský život.
Proslul jako příkladný a laskavý kněz. Byl rovněž velkým podporovatelem chudých. Za svou činnost byl oceněn titulem biskupského notáře a konzistorního rady českobudějovické diecéze.